# 第1回日劇學院賞
第1回 - 第2回→
第1回日劇學院賞，為針對1994年4月到6月在日本播出的連續劇之投票與評比。此季由話題電視劇《警部補・古畑任三郎》和《無家可歸的小孩》獲得最多獎項，分別為五項和四項。最佳作品為《無家可歸的小孩》。

## 最優秀作品賞
《無家可歸的小孩》

## 演技賞

### 主演男優賞
田村正和（《警部補・古畑任三郎》）

### 主演女優賞
安達祐實（《無家可歸的小孩》）

### 助演男優賞
岸谷五朗（《為愛而活》）

### 助演女優賞
鈴木杏樹（《長男之嫁》）

### 新人賞
矢澤永吉（《再見了！螞蟻》）

## 製作賞

### 服裝造型賞
田村正和（《警部補・古畑任三郎》）

### 攝影賞
《警部補・古畑任三郎》

### 腳本賞
三谷幸喜（《警部補・古畑任三郎》）

### 監督賞
星護、河野圭太、松田秀知（《警部補・古畑任三郎》）

### 卡司賞
《長男之嫁》

### 片頭賞
《初出茅廬》

### 主題曲賞
中島美雪《天空與你之間》（《無家可歸的小孩》）

## 特別賞
《無家可歸的小孩》的ピュンピュン與池田動物